# Catapoecilma niasana
Catapoecilma niasana är en fjärilsart som beskrevs av Hans Fruhstorfer 1911. Catapoecilma niasana ingår i släktet Catapoecilma och familjen juvelvingar. Inga underarter finns listade i Catalogue of Life.